# Herpsilochmus dugandi
Herpsilochmus dugandi là một loài chim trong họ Thamnophilidae.